# Richard Adelbert Lipsius
Richard Adelbert Lipsius (født 14. februar 1830 i Gera, død 19. august 1892 i Jena) var en tysk protestantisk teolog, bror til Marie Lipsius.
Lipsius studerede 1848—51 teologi i Leipzig, hvor han 1855 nedsatte sig som privatdocent; 1861 blev han professor i Wien, 1865 i Kiel og 1871 i Jena.
Hans talrige arbejder falder dels på det kirkehistoriske, dels på det dogmatiske, dels på det eksegetiske område. Hans teologiske stade var det liberale, han ønskede at bringe den religiøse erkendelse ind under den almindelige videnskabelige forskning og bekæmpede både de positive teologer og Ritschl.
Foruden talrige arbejder til den oldkirkelige litteraturs historie bør nævnes hans grundlæggende Værk: Die apokryphen Apostelgeschichten und Apostellegenden (1883—87), fra dogmatikens område hans Glaube und Lehre (1871), hans Lehrbuch der evangelischen Dogmatik (3. oplag 1893) og hans forsvar for sine dogmatiske principper, særlig mod Ritschls retning i Dogmatische Beiträge (1878) og Philosophie und Religion (1885).
Også som Lutherforsker (Luthers Lehre von der Busse 1892) og som ekseget (fortolkninge til Galaterbrevet, Romerbrevet og Filipperbrevet i Holtzmanns Handkommentar) er han optrådt; han redigerede fra 1875 Jahrbücher für protestantische Theologie samt fra 1886 Theologischer Jahresbericht.